# SS Hong Moh
SS Hong Moh – brytyjski statek pasażerski, który 3 marca 1921 rozbił się na Białych Skałach u wybrzeży wyspy Lamock koło Shantou, wskutek czego zginęło około 900 osób.

## City of Calcutta
Statek został zbudowany przez Charles Connell & Company z Scotstoun i zwodowany w dniu 8 września 1881 r. jako SS City of Calcutta dla Linii Miejskich George Smith & Sons. Statek o pojemności 3954 ton rejestrowych (TR) miał 400 stóp (120 m) długości, 42 stopy 1 cal (12,83 m) szerokości całkowitej, zanurzenie 30 stóp 1 cal (9,17 m) i był napędzany maszyną parową potrójnego rozpężania.

## Hong Moh
W 1902 r. statek został sprzedany Lim Ho Puah z Singapuru i przemianowany na SS Hong Moh, do działań we flocie Wee Bin & Co. W 1911 r. spółka Wee Bin została zlikwidowana i statek został przekazany Lim Peng Siang, synowi Lim Ho Puah. Był eksploatowany przez firmę Ho Hong Steamship Company.

### Zatonięcie[1][3][4]
W dniu 2 marca 1921 r. Hong Moh popłynął z Hongkongu pod dowództwem Henry'ego Williama Holmesa z załogą liczącą 48 osób i 1135 pasażerami na pokładzie. Po przybyciu do Shantou rano 3 marca, statek zakotwiczył się u wybrzeży wyspy Bill Island i zasygnalizował, że pilot ma ich przejąć. Kiedy pilot przybył, poinformował kapitana o tym, że zanurzenie jego statku było zbyt duże, aby przekroczyć przeszkody, więc statek ustalił kurs na Xiamen. Około dwie godziny później, o godzinie 19:20, we wzburzonych falach i słabej widoczności, statek uderzył w północno-zachodni punkt Białych Skał. Pogarszała się pogoda, co uniemożliwiło wypłynięcie łodzi ratunkowych, a 4 marca o godz. 3:00 statek przełamał się na dwie części.
Kilka statków miało w zasięgu wzroku Hong Moh, ale straciwszy energię elektryczną nie był on w stanie dać im sygnału. Ostatecznie, o godzinie 9:00 SS Shanti zbliżył się do Hong Moh i bez powodzenia próbował zwodować swoje łodzie. Statek stanął do popołudnia 5 marca, ratując kilku pasażerów i załogę, która porzuciła statek, płynąc w stronę ratunku. Wiele osób utonęło, w tym kapitan porzuconego statku. Następnie Shanti popłynął na Shantou z około 45 ocalałymi, aby uzyskać dalszą pomoc dla poszkodowanego statku.
Konsul brytyjski w Shantou poinformował starszego oficera marynarki wojennej w Hongkongu, który nadał do innych statków wiadomość radiową z prośbą o pomoc dla Hong Moh. Slup wojenny Typu Acacia HMS Foxglove odpowiedział, przypływając z Shantou około 22.30, ale nie był w stanie zlokalizować wraku w ciemności. Następnego ranka o świcie przybył krążownik typu C HMS Carlisle, i obydwa statki uratowały kolejnych ocalałych z wraku. Wyczerpując resztki swego paliwa, Foxglove popłynął do Hongkongu o godz. 17.00 z 48 ocalałymi na pokładzie, podczas gdy Carlisle kontynuował pracę przez całą noc za pomocą reflektorów poszukiwawczych i do następnego dnia. Kapitan Carlisle, Edward Evans, popłynął do wraku około godz. 8:00 dnia 7 marca, aby pomóc ostatnim ocalałym na pokładzie łodzi. Operacje ratownicze zostały ostatecznie porzucone o 11:00. O świcie 8 marca łodzie Carlisle zbliżyły się do wraku, ale nie znaleziono żadnych oznak życia, więc Carlisle wypłynął do Hongkongu z 220 ocalałymi na pokładzie.
Kapitan Carlisle Evans, wraz z komandorem podporucznikiem Ionem Towerem i Gunnerem Johnem G. Dewarem otrzymali srebrny Medal morski dzielności w ratowaniu życia na morzu, a podoficer marynarki W. G. Eldrett i Able Seaman A. E. Whitehead otrzymali brązowy.